# Notophthiracarus inflatus
Notophthiracarus inflatus är en kvalsterart som först beskrevs av Wojciech Niedbała 1994.  Notophthiracarus inflatus ingår i släktet Notophthiracarus och familjen Phthiracaridae. Inga underarter finns listade i Catalogue of Life.